# 가세 히데아키
가세 히데아키(일본어: 加瀬 英明, 1936년 12월 22일 ~ 2022년 11월 15일)는 일본의 우익 외교 평론가, 언론인겸 로비스트이다. 부친은 일본 패전전후에 초대 유엔대표부 특명전권대사등을 지낸 외교관 가세 도시카즈(加瀬俊一)이며, 모친은 일본흥업은행총재 오노 에이지로(小野英二郎)의 딸이다. 또한 존 레논의 아내 오노 요코는 가세의 사촌이다. 후소샤를 대신하여 새로운 역사 교과서를 만드는 모임(약칭 새역모)의 교과서를 간행하는 지유샤(自由社)의 대표이사이며, 우익잡지 월간 자유의 편집의원대표이다. 반한 서적 《추한 한국인》의 저자이다.

## 약력
게이오기주쿠 대학교를 졸업 후 미국의 예일 대학, 콜롬비아 대학에서 유학하였고, 1968년부터 1970년까지 브리태니카 백과사전 초대편집장으로 근무한 경력을 가지고 있다. 청년시대부터 외교관인 부친의 영향을 받아 줄곧 평론, 저술등의 활동에 종사하게 된다. 일본회의대표의원-도쿄도 본부회장으로, 일본어 문헌을 영역하여 인터넷상에 공개하는 "사료를 세계에 공개하는 모임"의 대표의원이다. 새역모 지지자로서 새역모가 분열한 이후, 새역모에서 떨어져 나온 야오기 히데쓰구가 설립한 일본교육재생기구의 대표의원을 맡게 되었으나, 새역모 교과서의 새 간행처로 자신이 맡고 있는 지유샤를 채택하는등 아직 새역모와의 관계는 지속되고 있다.

## 《추한 한국인》문제
1993년 일본에서 《추한 한국인》이 간행되어 약 30만부의 판매고를 올렸다. 이 책은 익명의 한국인 저자가 서술하는 자기 비판서 형식으로 일제의 한국통치를 정당화하는 내용을 담고 있으며, 한국인에게 식인습관이 있다는 등의 비상식적으로 왜곡된 내용도 담겨 있다. 그러나 도쿄 특파원이었던 한국인 기자에 의하여 이 책의 실 저자가 가세라는 사실이 밝혀져 큰 파문이 일었으며, 이후 이 파동으로 인하여 대한민국 입국이 금지되었다. 이 파동으로 인해 입국을 금지당하기 전까지 그는 군사정권 시절 청와대를 넘나들며 대일외교의 파이프라인을 자처한 것으로 알려졌으며,한국에서 열린 학술회의등에 참석하기도 하였다. 

## 뉴스위크 위안부관련 기고
미국의회에서 위안부 결의안이 진행 중이던 2007년 3월 뉴스위크 인터넷판에 "미군 기록을 검토한 결과, 위안부는 매춘부이며, 일본당국에 의하여 납치되었다는 사례는 발견되지 않았다"는 내용의 칼럼을 개제하여 물의를 빚었다. 이 때문에 미국내 한인, 중국인 커뮤니티를 중심으로 뉴스위크 불매운동이 벌어지기도 하였다. 이 같은 칼럼은 아베 당시 일본총리의 위안부 강제연행 부정과 더불어 미국의 위안부 결의안을 저지하려는 시도였으나, 실패하였다.

## 난징 대학살에 대한 언급
난징대학살에 대해서는 허구이며, 중국의 반일선전으로 사실이 아니라며 부정하고 있다. 2007년 12월 6일에는 도쿄 지요다 구 구단회관에서 열린 〈난징함락 70년 국민모임 참전용사가 말하는 난징사건의 진실〉에서 모두연설을 통해 난징학살은 허구라고 주장한 바 있다.

## 사생활 관련 소송
가세는 오랫동안 알고 지내던 한국인 여성과 내연의 관계를 맺어 온 것으로 드러났다. 이 여성이 2007년 11월 사망하면서 그녀의 유족들은 이 여성의 집이 가세 명의로 되어 있다는 사실을 알게 되어 소유관계를 따진 결과, 숨진 여성이 매달 주택할부금을 납입하여 주택비용을 내고 있었음이 밝혀졌다. 이 사건으로 가세와 유족간의 소송이 진행 중이다.

## 같이 보기
- 국수주의 (일본)
- 일본회의